# Groupement tactique nordique
Le groupement tactique nordique (NBG) est l'un des dix-huit groupements tactiques de l'Union européenne. Il se compose d'environ 2500 soldats avec des effectifs provenant des sept pays participants (Suède, Finlande, Norvège, Irlande, Estonie, Lettonie et Lituanie). Le commandement de la force est assuré en coopération avec l'un des cinq pays-cadres au moment du déploiement. 
Le Danemark a choisi de ne pas participer à la politique de sécurité et de défense commune de l'UE, et ne participe donc à aucun groupement tactique. La Norvège a négocié pour participer, même si elle n'est pas un État membre de l'UE. La Suède, la Finlande et la Norvège ont prévu de former un groupement tactique conjoint.

## Périodes d'alerte

### 2008
L'unité est en alerte entre janvier 2008 et juin 2008.

### 2011
La deuxième période d'alerte du groupement tactique se déroule entre le 1er janvier et le 30 juin 2011. Celle-ci est planifiée par un noyau d'officiers d'état-major depuis janvier 2009. Le 31 août 2009, le «noyau clé» du quartier général de la Force arrive à Enköping afin de mettre en place un encadrement fonctionnel. À l'automne 2009, l'accent est mis principalement sur la formation et les processus internes. Le printemps 2010 est mis à profit pour la planification, l'étude de cas et l'exercice de l'état-major interarmées combiné CJSE 10. L'automne 2010 est une période d'exercice conjoint intense avec l'été. Le 1er janvier, le groupement tactique nordique est en attente d'être déployé dans 10 jours. Tous les membres du personnel doivent être à leurs bases d'opérations dans les 48 heures si la décision de lancer une opération est prise.

Pays participants

## Ordre de bataille
L'unité utilise une organisation modulaire avec un bataillon d'infanterie mécanisée en guise de noyau, organisée autour du Norrbottens regemente. En 2011, un cadre existe pour l'intégration de ressources supplémentaires. Ces ressources vont de l'artillerie, de la défense anti-aérienne, du renseignement au soutien logistique supplémentaire. Un soutien supplémentaire sous forme de moyens aériens, navals et des forces spéciales peut être alloué en fonction des tâches opérationnelles que l'unité est censée accomplir.

## Blason

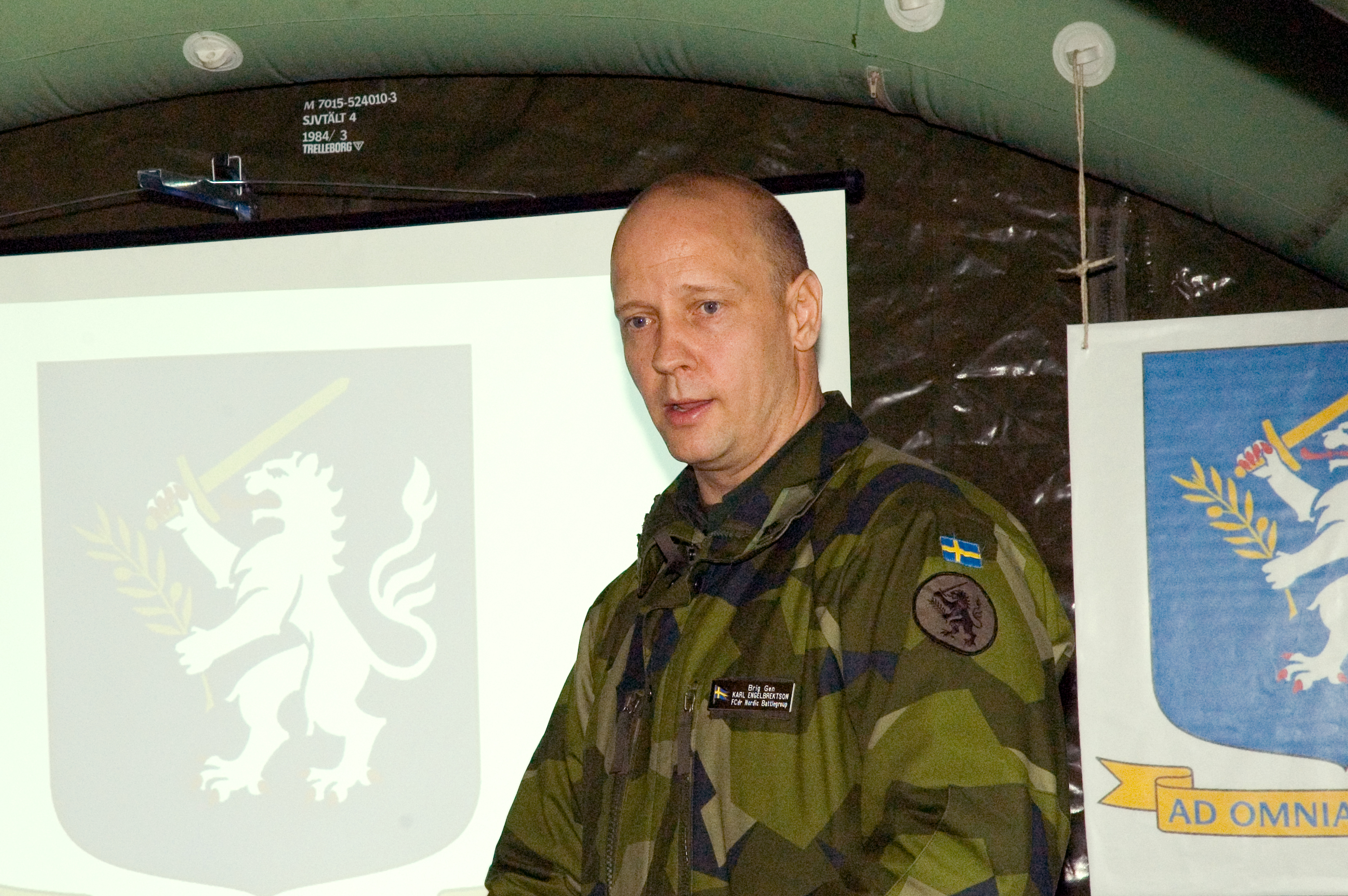
Le major-général Karl Lorentz Engelbrekt Engelbrektson est un officier de l'armée suédoise à la retraite.

Le blason de l'unité, enregistré en 2008, est un écusson bleu affichant un lion d'argent avec une langue et des griffes rouges, tenant dans sa patte avant droite une épée et dans sa gauche une branche d'olivier, tous deux en or. La devise est Ad omnia paratus (en latin: préparé à tout). Le lion est un symbole national commun aux pays constitutifs du groupement tactique nordique à l'exception de l'Irlande, et l'épée et le rameau d'olivier signifient l'ambition d'imposer la paix, avec ou sans recours à la violence.
Les armoiries du groupement tactique nordique ont été conçues à l'origine pour incorporer des éléments héraldiques et des couleurs de toutes les nations membres, y compris «un lion qui n'avait pas l'air finnois, norvégien, estonien ou suédois».
En 2007, le commandant a décidé que le pénis du lion devait être retiré. Étant donné que les femmes civiles sont souvent abusées sexuellement dans les zones de guerre du monde, elles n'ont pas considéré la représentation d'un pénis appropriée sur un uniforme porté au combat. Cependant, cette décision a été remise en question par certains héraldistes suédois, dont l'artiste héraldique Vladimir Sagerlund, qui a affirmé que des blasons contenant des lions sans pénis étaient historiquement donnés à ceux qui avaient trahi la couronne suédoise.

## Forces

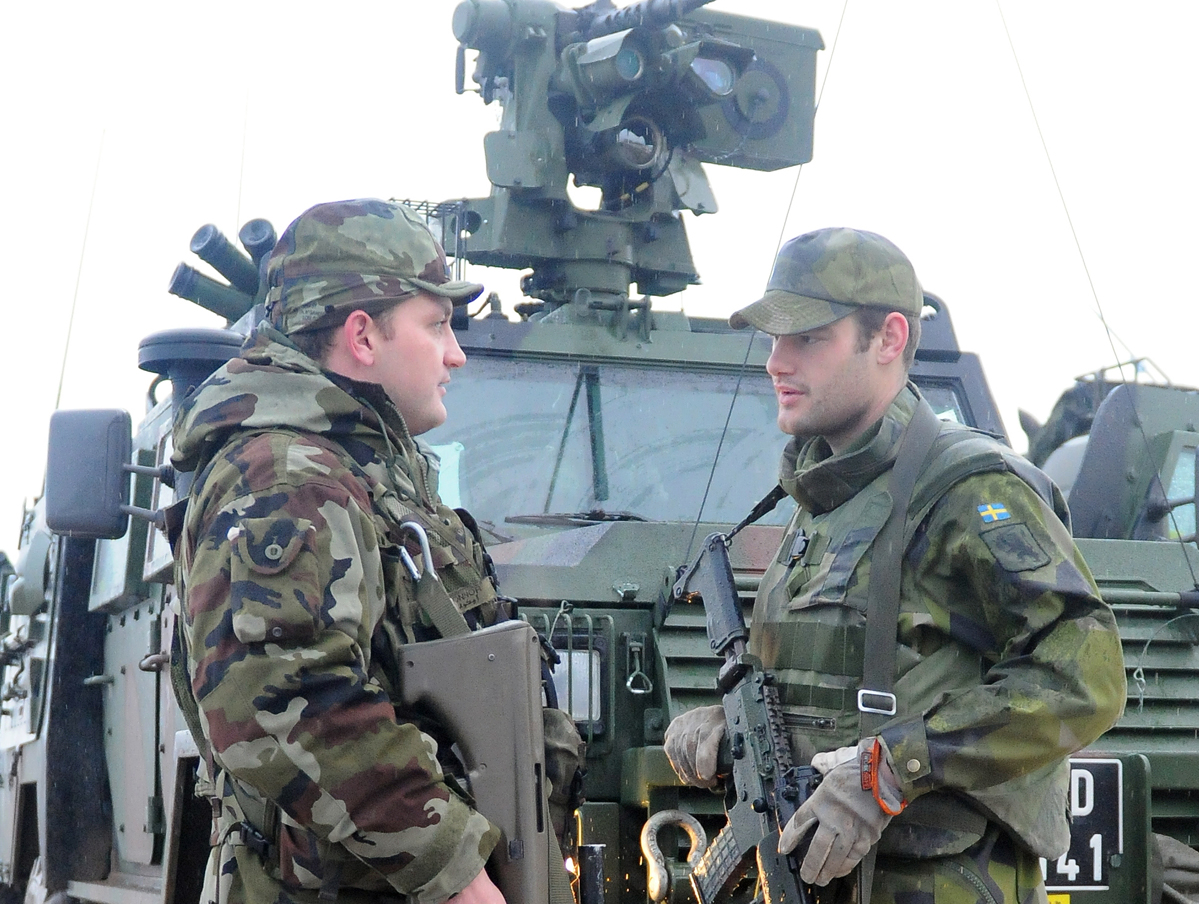
Des soldats des armées irlandaise et suédoise brandissant un Steyr AUG et un Ak 5.

En décembre 2014, le groupement tactique nordique était composé d'environ 2500 officiers et soldats,:
- Suède: 1900
- Finlande: 60
- Irlande: 170
- Estonie: 50
- Lettonie: 150
- Lituanie: 50
- Norvège: 50

## Équipement

### Véhicules

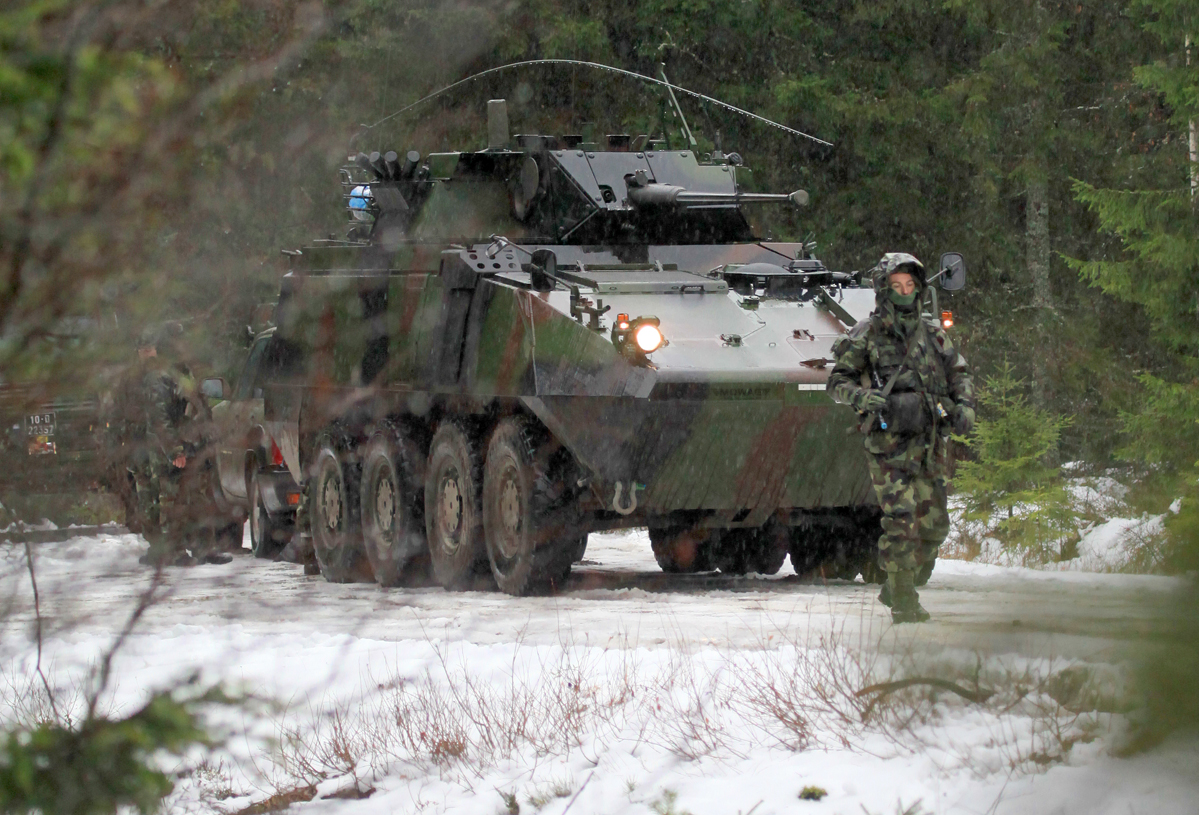
Moaz Piranha EEEH irlandais

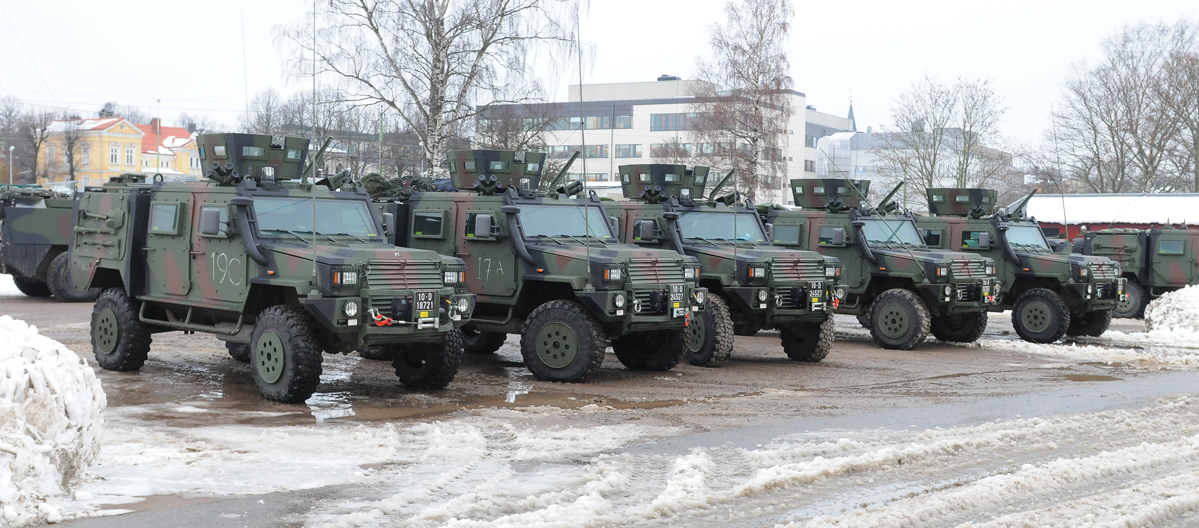
RG Outrider des forces armées irlandaises, une variante du RG 32

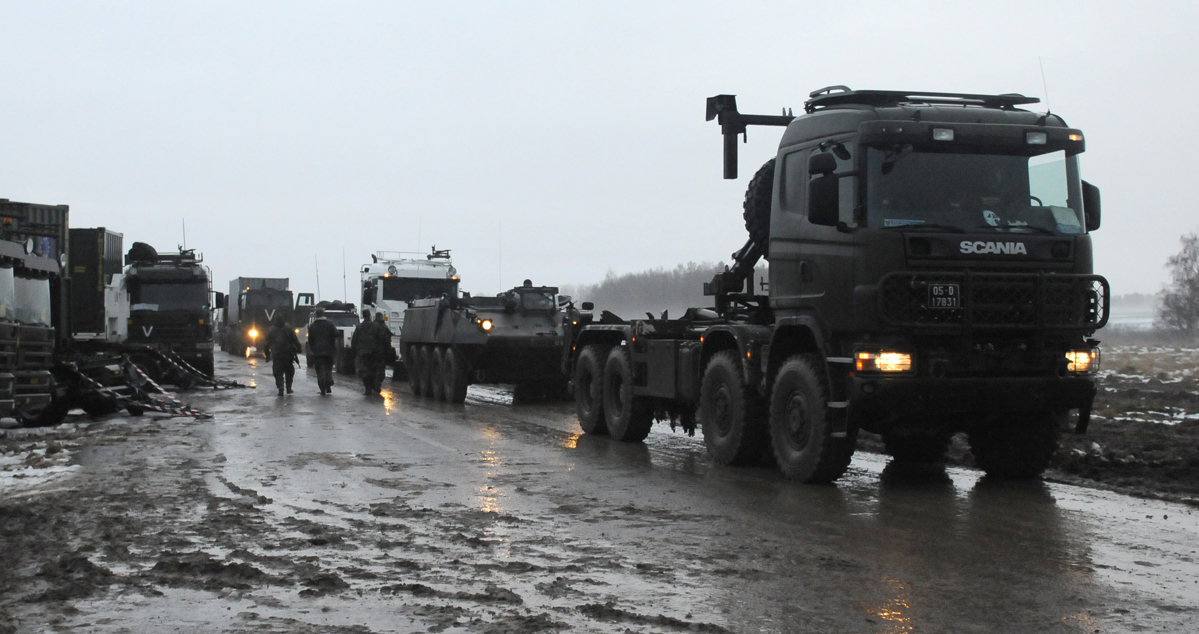
Scania P124CB 8x8 DROPS des forces armées irlandaises

- Mowag Piranha (Véhicule blindé de transport de troupes) Irlande
- Bandvagn 309 (Transport de troupes) Suède
- RG 32 Galten (Véhicule à roues à haute mobilité) Suède
- RG Outrider (en) (Véhicule blindé de transport de troupes) Irlande (également connu sous le nom de véhicule blindé tactique léger RG-32M)
- XA-203 SISU (Transport de troupes blindé) Finlande
- Mercedes-Benz Classe G (Jeep Softskin) Finlande
- XA-180 (Véhicule de transport de troupes blindé) Suède, Finlande, Estonie (XA-180EST)
- Strf 9040 / CV90 (Véhicule de combat d'infanterie) Suède (NBG08 uniquement)
- Patria AMV Finlande
- Scania P124CB 8x8 DROPS (Système de déchargement et de ramassage de rack démontable) Irlande

### Hélicoptères
- AgustaWestland AW109 (HKP 15)
- Mil Mi-17
- Sikorsky UH-60 Black Hawk

### Appareils
- JAS 39 Gripen - (Avion de chasse)

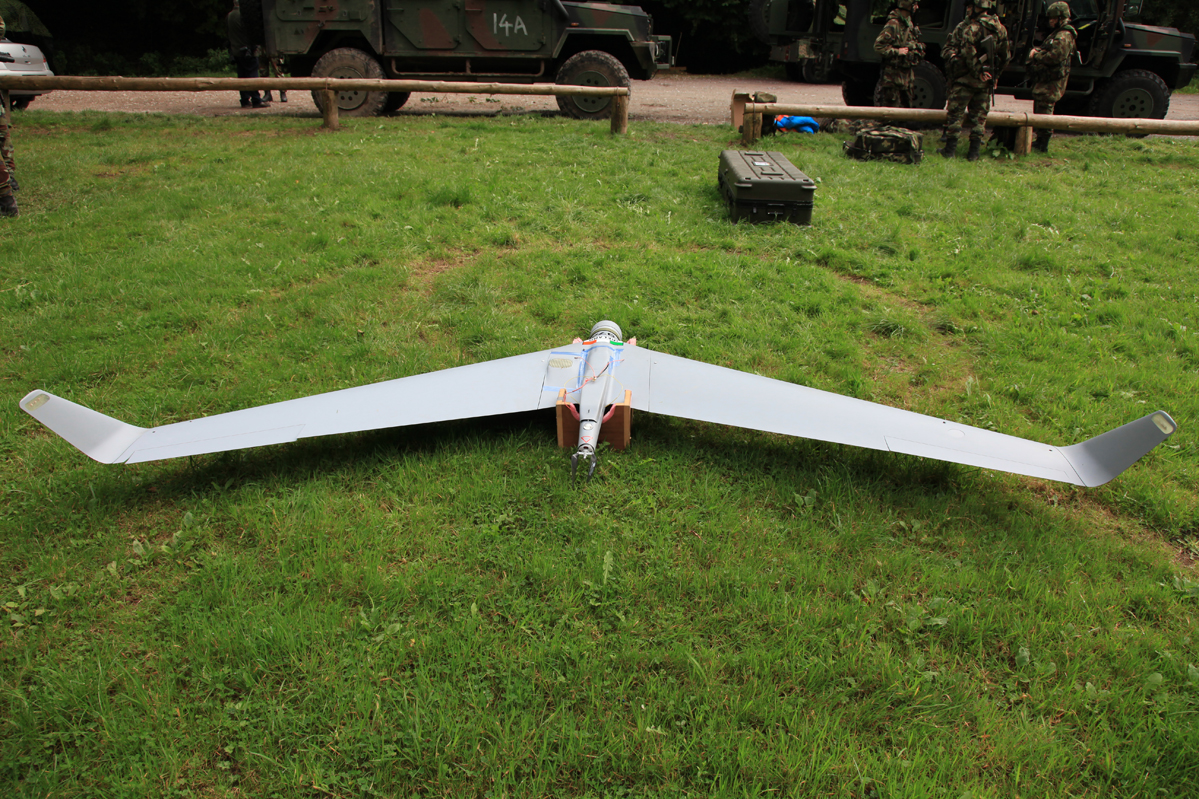
Drone Orbiter des forces armées irlandaises

- C-130 Hercules - (Avion de transport militaire)
- F/A-18 Hornet - (Avion de chasse)
- Aeronautics Defense Orbiter - (Drone)

### Armement léger
- Ak 5 - fusil d'assaut
- Rk 95 TP - fusil d'assaut
- Steyr AUG - fusil d'assaut
- HK416 - fusil d'assaut
- Accuracy International Arctic Warfare - fusil de sniper
- Sako TRG-42 - Fusil de précision polyvalent
- Ksp 58 - mitrailleuse à usage général
- Ksp 90 - mitrailleuse légère (SAW)
- PKM - mitrailleuse légère
- Bofors AT4 - arme antichar légère
- NLAW - arme antichar intelligente
- Glock 17 - pistolet
- Glock 19 - pistolet
- MP5 - mitraillette
- MP7 - mitraillette

## Évaluation
Le 29 octobre 2010, les conclusions d'un audit officiel du Bureau national d'audit suédois sont publiées, concluant à des faiblesses fondamentales dans les capacités logistiques, la coopération interne et la fourniture de personnel de l'organisation. Selon le vérificateur national, Jan Landahl, le groupement tactique nordique souffre également d'un contrôle inadéquat des dépenses et les rapports du gouvernement (en) au Riksdag sont également insatisfaisants. Le rapport du bureau d'audit révèle que deux fois plus de soldats suédois ont été affectés au groupement tactique par rapport à ce que le mandat de 2004 avait assigné, et que les coûts pour l'État sont plus importants que ce que le Riksdag avait été informé.
L'ancien chef des forces armées suédoises, le général Sverker Göransson, a plaidé pour une force de bataillon nordique plus étroitement concentrée sur la défense locale.